# Gundolf Baier
Gundolf Baier (* 29. November 1967 in Fulda in Hessen) ist ein deutscher Wissenschaftler und Wissenschaftsmanager.

## Werdegang
Baier studierte von 1987 bis 1993 Wirtschaftsinformatik an der TU Darmstadt. Am 19. Juli 1999 wurde er an der TU Chemnitz zum Dr. rer. pol. promoviert.
Von 1993 bis 2002 arbeitete Baier als wissenschaftlicher Mitarbeiter an den folgenden drei Universitäten: TU Dresden, RWTH Aachen und TU Chemnitz. Nach vorheriger Professorenvertretung übernahm Baier ab März 2003 die Professur Allgemeine Betriebswirtschaftslehre, insbesondere Marketing an der Westsächsischen Hochschule Zwickau.
Baier war in der Selbstverwaltung der Hochschule engagiert. Er war von 2006 bis 2009 Vorsitzender des Vorstands des Konzils und in der gleichen Zeit auch Studiendekan für Fernstudiengänge der wirtschaftswissenschaftlichen Fakultät. Anschließend war er Prodekan der Fakultät, bis er ab März 2011 das Amt des Prorektors für Lehre und Studium der Westsächsischen Hochschule übernahm. Von Juni 2007 bis Februar 2008 war er stellvertretender Direktor des Instituts für Betriebswirtschaft an der Fakultät Wirtschaftswissenschaften. Von 2016 bis 2019 war er zudem Leitungsmitglied des Hochschuldidaktischen Zentrums Sachsen an der Universität Leipzig. In der zweiten Amtszeit im Rektorat der Westsächsischen Hochschule Zwickau war er  ab April 2016 Prorektor für Bildung.
Seit Januar 2020 ist er Präsident der Hochschule Schmalkalden.